# Rhitymna senckenbergi
Espèce
Rhitymna senckenbergi est une espèce d'araignées aranéomorphes de la famille des Sparassidae.

## Distribution
Cette espèce est endémique de Negros aux Philippines.

## Description
La carapace du mâle  holotype mesure 4,5 mm de long sur 4,6 mm et l'abdomen 5,0 mm de long sur 3,0 mm.

## Étymologie
Cette espèce est nommée en l'honneur de Johann Christian Senckenberg.

## Publication originale
- Jäger, 2019 : Review of the huntsman spider genus Rhitymna Simon, 1897 (Araneae: Sparassidae). Zootaxa, no 4560(3), p. 441-462.